# 米洛什·什切潘诺维奇
米洛什·什切潘诺维奇（1982年10月9日—），黑山男子水球运动员。他曾代表黑山国家队参加2008年和2012年夏季奥林匹克运动会水球比赛，均获得第四名。